# Cinco fueron escogidos
Cinco fueron escogidos es una película de guerra mexicana de 1943. El director de esta película fue Herbert Kline. El guion se basó en una plantilla de Budd Schulberg y fue escrito por Rafael F. Muñoz y Xavier Villaurrutia.

## Argumento
La película está ambientada en Yugoslavia ocupada por la Wehrmacht. En una pequeña ciudad, un oficial nazi es asesinado, por lo que los ocupantes llevan a cabo medidas de represalia. Cinco de los residentes de la aldea son condenados a muerte. Representan a los diferentes grupos de la ciudad: uno de ellos es un aristócrata, otro es el alcalde, otro es uno de los policías de la ciudad, otro barbero y otro empleado. Además de estos cinco, un hombre sin hogar también será ejecutado. Las familias y los vecinos tratan de obtener la anulación de las penas de muerte. 

## Reparto
- Antonio Bravo
- Fernando Cortés como Babich, el barbero.
- María Douglas como la Señora Stojak.
- Edmundo Espino como Vecino.
- Conchita Gentil Arcos como Marfa.
- María Gentil Arcos como Sra. Eugenia Dubrovko
- Ana María Hernández como Pueblerina Yugoslava.
- Rafael Icardo como Alguacil.
- María Elena Marqués como Ana.
- Ricardo Montalbán como Stefan.
- José Morcillo como Señor Aramich.
- Joaquín Pardavé como Glinko.
- José Ignacio Rocha como Pasajero de tren.
- Humberto Rodríguez como Cura.
- Ángel T. Sala como Iván Banka.
- Andrés Soler como Stojak.
- Jorge Treviño como Yanko.
- Julio Villarreal como Señor Anton Dubrovko.

## Producción
Cinco fueron escogidos, rodada originalmente en español, fue realizada simultáneamente con una versión en inglés. En esta última versión, entre otros, aparecen Art Smith, Victor Kilian, Howard Da Silva, Ricardo Montalbán (quien también apareció en la versión original en español) y Leonid Kinskey. Sin embargo, no hay información sobre si esta versión de la película ha sido lanzada alguna vez. Cinco fueron escogidos fue producido por Alpha Films. Tuvo su estreno en México en 1943.